# Communauté de communes de la Basse Marche
 (octobre 2024).
Si vous disposez d'ouvrages ou d'articles de référence ou si vous connaissez des sites web de qualité traitant du thème abordé ici, merci de compléter l'article en donnant les références utiles à sa vérifiabilité et en les liant à la section « Notes et références ».
La communauté de communes de la Basse Marche est une ancienne communauté de communes française, située dans le département de la Haute-Vienne, en région Nouvelle-Aquitaine. Créée en 1997, elle disparaît en 2017.

## Histoire
La communauté de communes de la Basse Marche a été créée en 1997. Elle disparaît au 1er janvier 2017, à sa fusion avec la communauté de communes Brame-Benaize et la communauté de communes du Haut Limousin au sein de la nouvelle communauté de communes Haut-Limousin en Marche.

## Composition
À sa disparition, elle regroupait 11 communes : 
| Nom                    | Code Insee | Gentilé      | Superficie (km2) | Population (dernière pop. légale) | Densité (hab./km2) |
| ---------------------- | ---------- | ------------ | ---------------- | --------------------------------- | ------------------ |
| Le Dorat (siège)       | 87059      | Dorachons    | 23,77            | 1 728 (2014)                      | 73                 |
| Azat-le-Ris            | 87006      | Azataux      | 56,22            | 260 (2016)                        | 4,6                |
| Darnac                 | 87055      | Darnachauds  | 25,93            | 388 (2014)                        | 15                 |
| Dinsac                 | 87056      | Dinsacois    | 19,43            | 267 (2014)                        | 14                 |
| La Bazeuge             | 87008      | Bazeugeois   | 10,19            | 131 (2014)                        | 13                 |
| La Croix-sur-Gartempe  | 87052      | Cronauds     | 12,74            | 189 (2014)                        | 15                 |
| Oradour-Saint-Genest   | 87109      |              | 37,90            | 361 (2014)                        | 9,5                |
| Saint-Sornin-la-Marche | 87179      | Saturniniens | 24,39            | 263 (2014)                        | 11                 |
| Tersannes              | 87195      | Tersannauds  | 24,64            | 137 (2014)                        | 5,6                |
| Thiat                  | 87196      | Thiachons    | 11,35            | 153 (2014)                        | 13                 |
| Verneuil-Moustiers     | 87200      |              | 19,39            | 131 (2014)                        | 6,8                |